# Patrick Troughton
Patrick Troughton est un acteur britannique, né le 25 mars 1920 à Mill Hill (Middlesex) et mort le 28 mars 1987 à Columbus en Géorgie (États-Unis). Premier acteur à avoir incarné Robin des Bois à la télévision, il est principalement connu comme l'interprète du Deuxième Docteur dans la série Doctor Who.

## Biographie

### Jeunesse
Patrick Troughton commence ses études en Grande-Bretagne, puis il part pour New York au Memorial Theatre. Durant la Seconde Guerre mondiale, il retourne en Grande-Bretagne, et combat dans la Marine Royale, où il atteint le grade de commandant.

### Sa carrière
Après la guerre, il se tourne un moment vers le théâtre, puis débute au cinéma en 1948, où il tient un petit rôle dans Hamlet de Laurence Olivier. En 1963, il apparaît dans Jason et les Argonautes.
Il trouve son rôle le plus important en 1966, lorsqu'il remplace William Hartnell dans la série Doctor Who. Le changement d'acteur pour le rôle principal ne choque pas les spectateurs, qui restent fidèles à la série et montre une nouvelle approche du personnage. Il incarne le Docteur jusqu'en 1969, avant d'être remplacé par Jon Pertwee. Il reprend ce rôle plusieurs fois après avoir quitté la série, dans des épisodes spéciaux comme The Three Doctors. Il apparaît ensuite dans plusieurs films comme Les Cicatrices de Dracula ou La Malédiction.
Il meurt d'une attaque cardiaque le 28 mars 1987 en se rendant à une convention de fans de Doctor Who. Après une crémation locale, ses cendres seront dispersées dans le Bushy Park.

### Vie privée
Il est le grand-père maternel de Harry Melling (Dudley Dursley dans les films Harry Potter).

## Filmographie
- 1948 : King Lear de Royston Morley : Edmund
- 1948 : L'Évadé de Dartmoor (Escape) de Joseph L. Mankiewicz : Jim, un berger
- 1953 : Robin des Bois : Robin des Bois
- 1954 : Le Serment du chevalier noir (The Black Knight) de Tay Garnett : Le roi Marc
- 1960 : Destination danger Saison 1 épisode 25 : Brenner
- 1962 : Le Fantôme de l'Opéra (The Phantom of the Opera, 1962), film britannique de Terence Fisher : l'attrapeur de rats
- 1963 : Jason et les Argonautes (Jason and the Argonauts) de Don Chaffey: Phineas
- 1964 : La Gorgone (The Gorgon), de Terence Fisher : Inspecteur Kanof
- 1966-1969 : Doctor Who : le Deuxième Docteur
- 1967 : La Reine des Vikings (The Viking Queen) de Don Chaffey : Tristram
- 1970 : Les Cicatrices de Dracula (Scars of Dracula) de Roy Ward Baker : Klove (le serviteur de Dracula)
- 1970 : Amicalement vôtre (The Persuaders) : Un drôle d'Oiseau (The Old, the New and the Deadly), de Leslie Norman (série télévisée) : Comte Marceau
- 1973 : Doctor Who : The Three Doctors : le Deuxième Docteur
- 1974 : Frankenstein et le monstre de l'enfer (Frankenstein and the Monster from Hell) de Terence Fisher : le profanateur de sépultures
- 1976 : La Malédiction (The Omen) de Richard Donner : Père Brennan
- 1977 : Sinbad et l'œil du tigre (Sinbad and the eye of the tiger) de Sam Wanamaker : Melanthius
- 1983 : Doctor Who : The Five Doctors : le Deuxième Docteur
- 1985 : Doctor Who : The Two Doctors : le Deuxième Docteur